# Steelton
Steelton es un borough ubicado en el condado de Dauphin en el estado estadounidense de Pensilvania. En el año 2000 tenía una población de 5,858 habitantes y una densidad poblacional de 1,241.6 personas por km².

## Geografía
Steelton se encuentra ubicado en las coordenadas 40°13′52″N 76°49′56″O / 40.23111, -76.83222

## Demografía
Según la Oficina del Censo en 2000 los ingresos medios por hogar en la localidad eran de $34,829 y los ingresos medios por familia eran $44,821. Los hombres tenían unos ingresos medios de $30,488 frente a los $24,701 para las mujeres. La renta per cápita para la localidad era de $16,612. Alrededor del 11.8% de la población estaba por debajo del umbral de pobreza.